# Hyperolius balfouri
Espèce
Synonymes
- Rappia balfouri Werner, 1908 "1907"
- Hyperolius zavattarii Scortecci, 1943
- Hyperolius concolor viridistriatus Monard, 1951

Statut de conservation UICN

 LC  : Préoccupation mineure
Hyperolius balfouri est une espèce d'amphibiens de la famille des Hyperoliidae.

## Répartition
Cette espèce se rencontre jusqu'à 820 m d'altitude, :
- au Cameroun ;
- en République centrafricaine ;
- en République démocratique du Congo ;
- au Soudan du Sud ;
- en Éthiopie ;
- en Ouganda ;
- dans l'ouest du Kenya.

Elle pourrait être présente dans le sud du Tchad.

## Étymologie
Cette espèce est nommée en l'honneur du missionnaire J. W. Balfour.

## Publication originale
- Werner, 1908 "1907" : Ergebnisse der mit Subvention aus der Erbschaft Treitl unternommenen zoologischen Forschungsreise Dr. Franz Werners nach dem agyptischen Sudan und Nord-Uganda. XII. Die Reptilien und Amphibien. Sitzungsberichte der Kaiserlichen Akademie der Wissenschaften, Mathematisch-Naturwissenschaftliche, vol. 116, p. 1823-1926.